# Кулькова Сніжана Станіславівна
Сніжана Станіславівна Кулькова (нар. 21 серпня 1994 року, Красноярськ, Росія) — російська регбістка, захисниця команди «ЦСКА» і збірних Росії з регбі-15, регбі-7. Майстер спорту Росії (29 грудня 2018). Заслужений майстер спорту Росії (20 листопада 2020 року).

## Біографія
Почала грати в регбі в Красноярську. З лютого 2011 по січень 2019 року була гравцем регбійного клубу «Червоний Яр». У 2012 році навчалася в СПБДТУРП (м. Санкт-Петербург) за спеціальністю логістика, але університет не закінчила. У 2015 році вступила до Красноярського державного педагогічного університету ім. В. П. Астаф'єва на спеціальність педагог з фізичної культури, де продовжує навчання в даний час. З 2019 захищає кольори клубу «Єнісей-ВТМ». Володарка кубка Росії з регбі-7 2017 і 2018 року у складі клубу « Червоний Яр».

## Спортивні досягнення
У 2015 році визнана найкрасивішою спортсменкою Красноярська за версією порталу Woman's Day. У червні 2019 року була визнана найкращим спортсменом Красноярського краю за версією порталу Крайспорт.
У складі збірної Росії з регбі-15 — бронзова призерка чемпіонатів Європи 2015, 2016 і 2019 років, у складі збірної Росії з регбі-7 — чемпіонка Європи 2017, 2018 і 2019 років. У 2017 році виступила тільки на етапі чемпіонату Європи у Франції, в 2018 році зіграла на етапі в Казані.
Бронзовий призер літньої Універсіади 2019 року з регбі-7 в Неаполі (представляла Красноярський державний педагогічний університет ім. В. П. Астаф'єва).

## Примітка
1. ↑  Красный Яр. Женская команда [Архівовано 21 вересня 2020 у Wayback Machine.]
2. ↑  ПРИКАЗ 29 декабря 2018 г. № 182 нг О присвоении спортивного звания «Мастер спорта России»[недоступне посилання з Январь 2020]
3. ↑  Регбистке Снежанне Кульковой присвоено звание «Заслуженный мастер спорта России»
4. ↑  Снежанна Кулькова — самая красивая спортсменка Красноярска [Архівовано 7 лютого 2019 у Wayback Machine.] (рос.)
5. ↑  Выбрана самая красивая спортсменка Красноярска [Архівовано 1 травня 2021 у Wayback Machine.] (рос.)
6. ↑  Красноярские регбистки стали чемпионкой Европы [Архівовано 4 травня 2021 у Wayback Machine.] (рос.)
7. ↑  Кулькова — о победе России в ЧЕ: у российских регбисток горели глаза [Архівовано 1 травня 2021 у Wayback Machine.] (рос.)
8. ↑  Бюллетень № 6 XXX Всемирной летней универсиады 2019 года в г. Неаполе (Италия) [Архівовано 1 жовтня 2020 у Wayback Machine.] (рос.)